# Lasioserica ilamensis
Lasioserica ilamensis är en skalbaggsart som beskrevs av Ahrens 2000. Lasioserica ilamensis ingår i släktet Lasioserica och familjen Melolonthidae. Inga underarter finns listade i Catalogue of Life.